# 天応 (南詔)
天応（てんおう）は、大長和の鄭隆亶の時代に使用された元号。927年。

## 西暦との対照表
| 天応 | 元年  |
| 西暦 | 927年 |
| 干支 | 丁亥  |